# اینوار فردریکسن
اینوار فردریکسن (انگلیسی: Yngvar Fredriksen; ۲۶ مارس ۱۸۸۷ – ۲۵ دسامبر ۱۹۵۷) ژیمناست هنری، و ژیمناست اهل نروژ بود.